# 한스아담 2세
요하네스 아담 페르디난트 알로이스 요제프 마리아 마르코 다비아노 피우스 폰 운트 추 리히텐슈타인 후작(독일어: Johannes Adam Ferdinand Alois Josef Maria Marco d’Aviano Pius Fürst von und zu Liechtenstein, 1945년 2월 14일 ~ )은 프란츠 요제프 2세와 게오르기나 폰 빌체크의 4남 1녀 중 장남으로, 현재 리히텐슈타인의 후작이다. 1989년에 리히텐슈타인의 제15대 후작으로 즉위했다. 리히텐슈타인이 원래 오스트리아-헝가리 제국 내에 후작령이었기에 오스트리아의 국적도 소지하고 있다.

## 자녀
브히니츠와 테타우 백작부인 마리 킨스키와 결혼해서 슬하 3남 1녀를 두었다.
- 장남 알로이스 - 슬하 3남 1녀
- 차남 막시밀리안 - 슬하 1남
- 삼남 콘스탄틴 - 슬하 2남 1녀
- 장녀 타차나 - 슬하 2남 5녀

## 같이 보기
- 리히텐슈타인 후작